# Lugash
Lugash es un país ficticio situado en Oriente Medio que se menciona y llega a aparecer varias veces en la saga de películas de la Pantera Rosa. Su tesoro nacional más importante, que proviene de la dinastía de Akbar el Magnífico del siglo XXII, es el diamante conocido como la Pantera Rosa. Este diamante, que además ha sido considerado un símbolo religioso del país durante más de 1000 años, ha sido robado en numerosas ocasiones, siendo el Inspector Clouseau el encargado de investigar estos robos.
El país lo gobierna un Shah, actualmente de la familia Kurfilli. La princesa Dala es la última de esta dinastía.
| Películas en las que aparece el país | Notas respecto al país |
| ------------------------------------ | --- |
| La Pantera Rosa                      | La familia real es depuesta por rebeldes y la Princesa Dala se niega a las pretensiones del nuevo gobierno que reclama el diamante de la Pantera Rosa bajo la premisa de que pertenece al pueblo. |
| El retorno de la Pantera Rosa        | La familia real es reinstaurada en el trono y el Shah en persona pide los servicios de Clouseau.                                                                                                  |
| La venganza de la Pantera Rosa       | El presidente es Sandover Haleesh, anteriormente coronel responsable del golpe de Estado que acabó con la familia real.                                                                           |